# 本通站
本通站（日语：／ Hondori eki */?）是位於廣島縣廣島市中區本通，廣島高速交通的廣島新交通1號線（Astram線）車站。

## 歷史
- 1994年（平成6年）8月20日 - 車站啟用[1]。
- 1999年（平成11年）3月20日 - 在時間表修正後，此站成為急行列車停車站[1]。
- 2004年（平成16年）3月20日 - 在時間表修正後，取消急行列車班次[1]。
- 2009年（平成21年）8月8日 - 此站開始可以使用PASPY[1]。
- 2015年（平成27年） - 站內廣播與月台發車牌翻新至與新白島站同等級。

## 車站構造
車站是一座地下車站，設有1面2線的島式月台。
車站位於地下街紙屋町Shareo南邊。此站是在廣島新交通1號線所有車站中最深（-11.4m）。此站距離縣廳前站300米，紙屋町Shareo設有通道連接兩站。此站設有投幣式儲物箱。廣島電鐵宇品線位於電車站正上方。
車站顏色為■粉紅色。

### 月台
| 月台 | 路線             | 上下行 | 方向           |
| ---- | ---------------- | ------ | -------------- |
| 1、2 | ■廣島新交通1號線 | 下行   | 廣域公園前方向 |

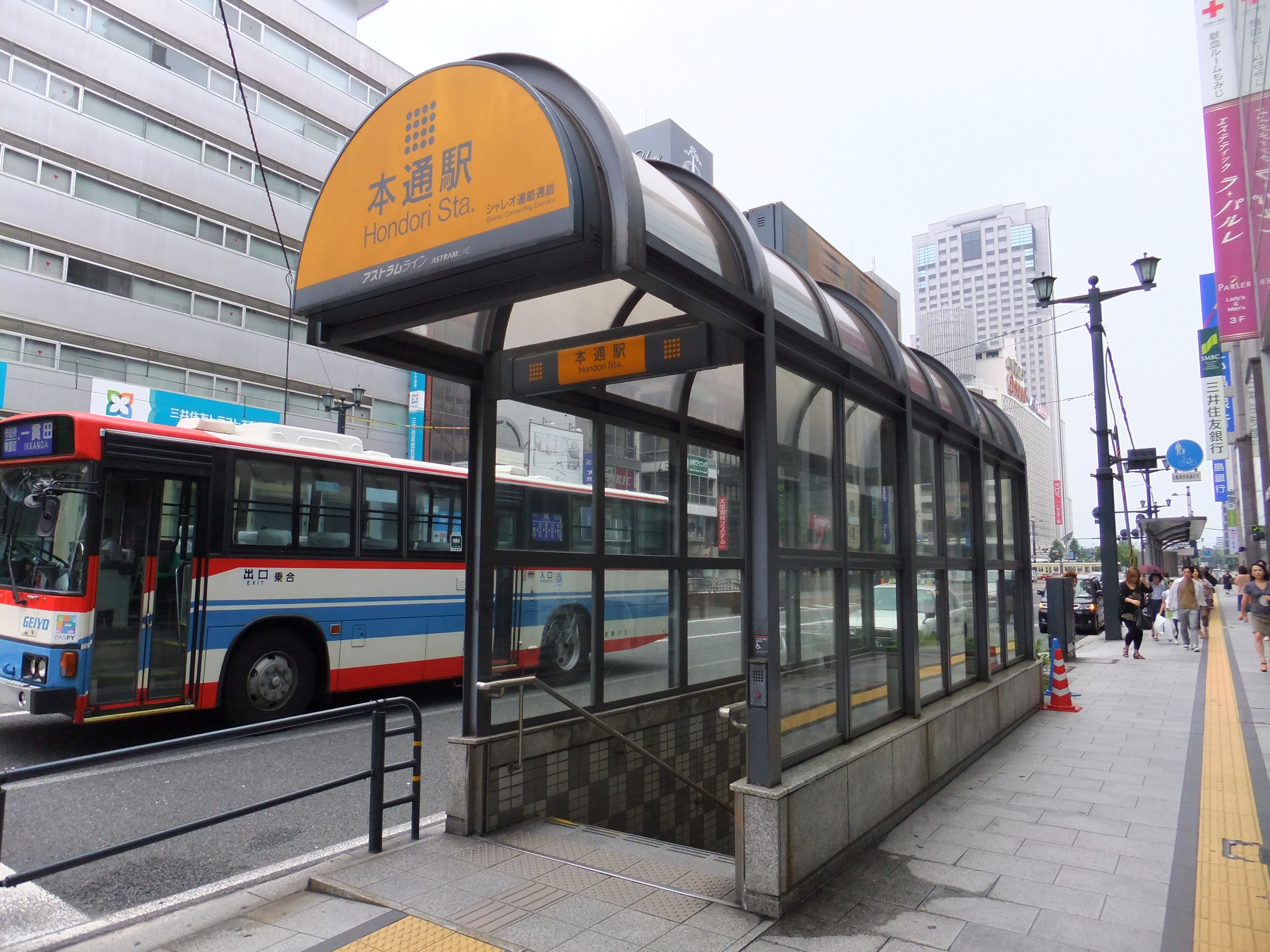
本通（東邊）出入口。右下方可看見「Shareo聯絡通道」文字。
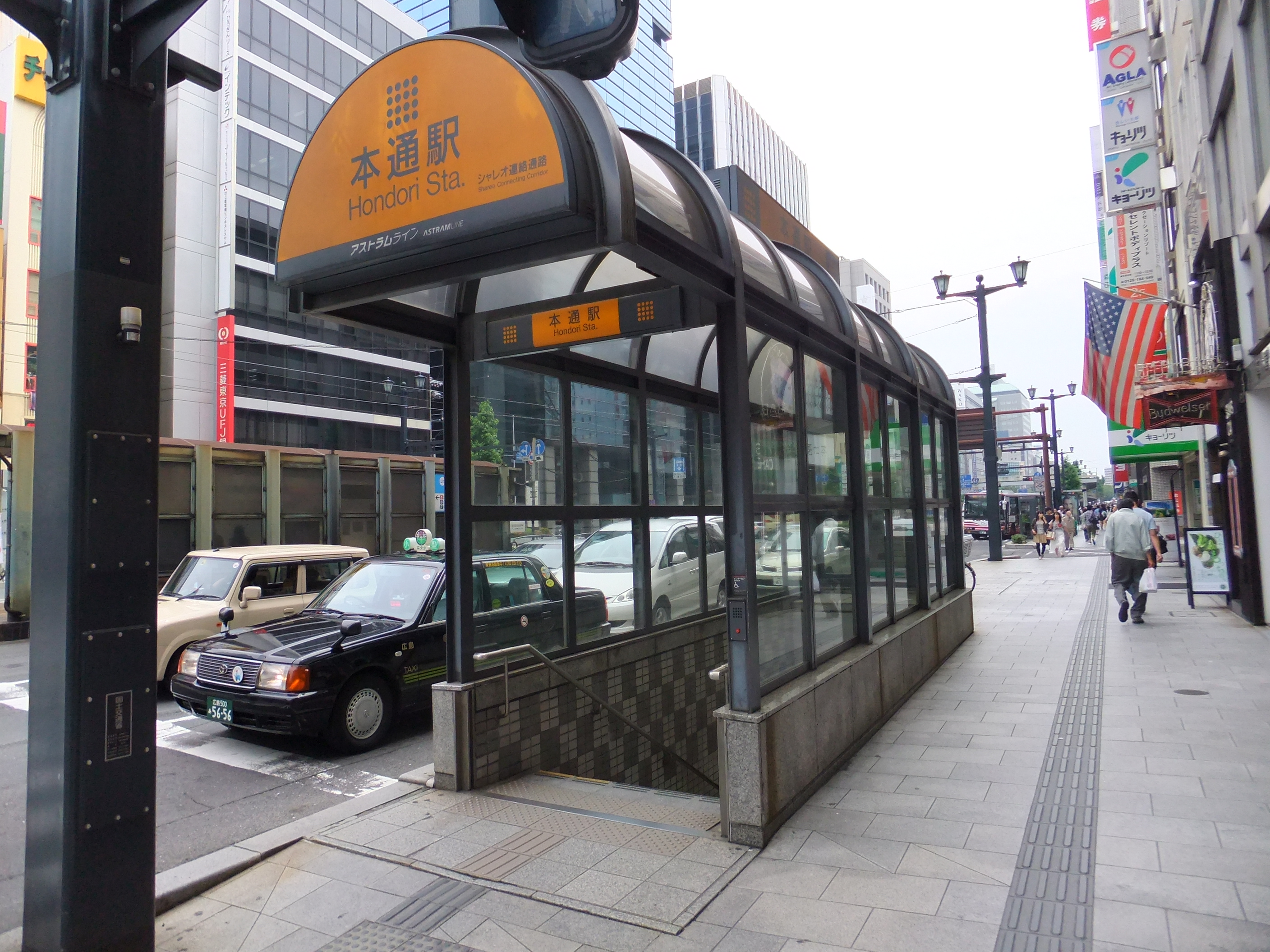
本通（西邊）出入口
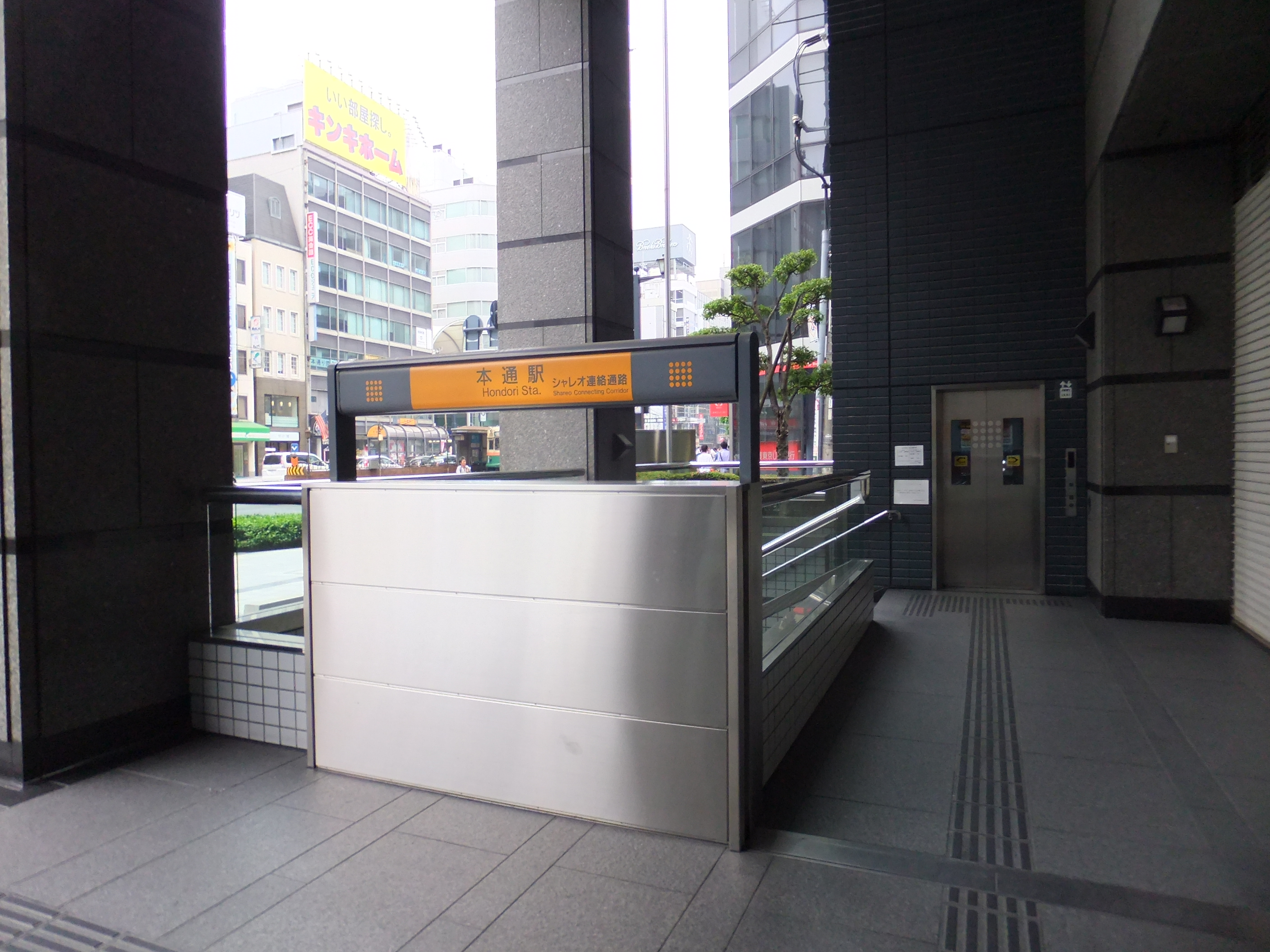
廣島市信用組合出入口
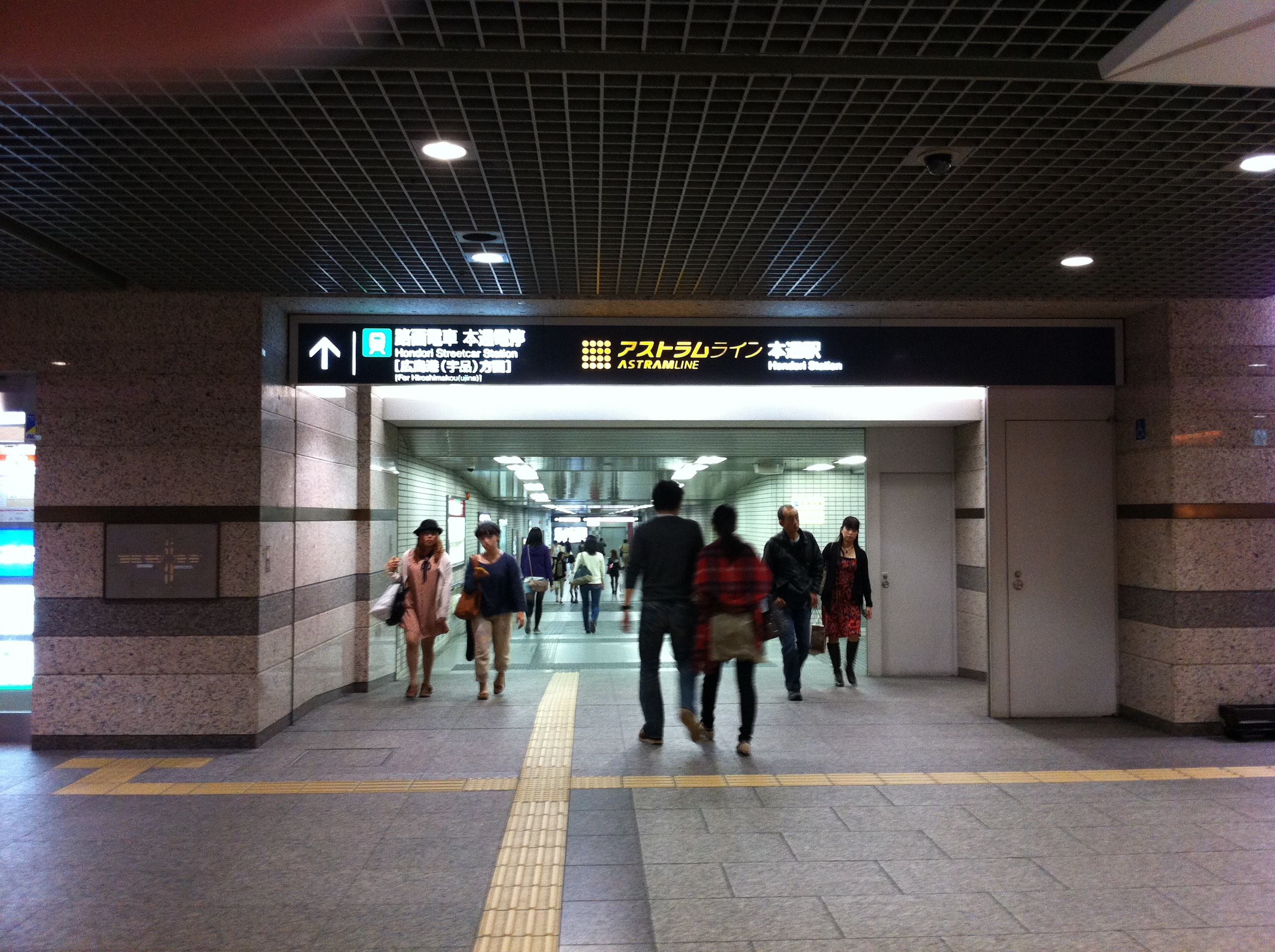
紙屋町Shareo地下聯絡出口

## 車站周邊
車站位於廣島市中心，附近較多商店和金融機構。在江戶時代設有西國街道，自古以來已經是商業中心。
- 紙屋町Shareo（日语：紙屋町シャレオ）
- 廣島本通商店街（日语：広島本通商店街）
  - SUNMALL（日语：サンモール）
  - 廣島安徒生
- 廣島和平紀念公園（公園內有原爆圓頂館、休養所（日语：レストハウス (広島市)）、原爆之子像）
- 明治安田生命廣島本通大廈
  - 廣島縣紅十字血液中心本通出張所（日语：赤十字血液センター）
- 廣島市中央公園（舊廣島市民球場（日语：広島市民球場 (初代)））
- 三井住友銀行廣島分店
- 三菱日聯銀行廣島分店
- 廣島銀行總店
- 廣島市信用組合（日语：広島市信用組合）總店
- 本通巴士站

此電車站周邊曾設有Uneed廣島店、積善館·金正堂書店附近。

## 利用狀況
以下數據取自《廣島市統計書》。Astram線公開了「1年總乘車人次」和「1年總下車人次」。1日平均乘車人次數據中，是以當年度的總乘車人次除以365（閏年為366），再取自小數點後1位。Astram線所提供的數據以1,000人為單位，因此，平均數中會有誤差。
| 年度               | 1日平均 乘車人次 | 1年總 乘車人次 | 1年總 下車人次 |
| ------------------ | ---------------- | -------------- | -------------- |
| 1995年（平成07年） | 7,975.4          | 2,919,000      | 2,894,000      |
| 1996年（平成08年） | 8,460.3          | 3,088,000      | 3,044,000      |
| 1997年（平成09年） | 8,961.6          | 3,271,000      | 3,207,000      |
| 1998年（平成10年） | 9,391.8          | 3,428,000      | 3,315,000      |
| 1999年（平成11年） | 9,669.4          | 3,539,000      | 3,382,000      |
| 2000年（平成12年） | 9,794.5          | 3,575,000      | 3,396,000      |
| 2001年（平成13年） | 10,175.3         | 3,714,000      | 3,195,000      |
| 2002年（平成14年） | 9,476.7          | 3,459,000      | 2,972,000      |
| 2003年（平成15年） | 9,412.6          | 3,445,000      | 2,904,000      |
| 2004年（平成16年） | 9,498.6          | 3,467,000      | 2,910,000      |
| 2005年（平成17年） | 9,638.4          | 3,518,000      | 2,938,000      |
| 2006年（平成18年） | 9,720.5          | 3,548,000      | 2,954,000      |
| 2007年（平成19年） | 9,904.4          | 3,625,000      | 3,005,000      |
| 2008年（平成20年） | 10,175.3         | 3,714,000      | 3,035,000      |
| 2009年（平成21年） | 9,964.4          | 3,637,000      | 2,972,000      |
| 2010年（平成22年） | 10,095.9         | 3,685,000      | 3,004,000      |
| 2011年（平成23年） | 10,278.7         | 3,762,000      | 3,064,000      |
| 2012年（平成24年） | 10,449.3         | 3,814,000      | 3,098,000      |
| 2013年（平成25年） | 10,843.8         | 3,958,000      | 3,200,000      |
| 2014年（平成26年） | 11,021.9         | 4,023,000      | 3,267,000      |
| 2015年（平成27年） | 11,721.3         | 4,290,000      | 3,563,000      |
| 2016年（平成28年） | 12,076.7         | 4,408,000      | 3,658,000      |
| 2017年（平成29年） | 12,282.1         | 4,483,000      | 3,690,000      |
| 2018年（平成30年） | 12,468.5         | 4,551,000      | 3,696,000      |
| 2019年（令和元年） | 12,663.9         | 4,635,000      | 3,790,000      |

## 相鄰車站
廣島高速交通
廣島新交通1號線（Astram線）
本通－縣廳前

## 注腳
1. 1 2 3 4 5  曾根悟（監修）. 朝日新聞出版分冊百科編集部（編集） , 编. . 週刊朝日百科. 30号 モノレール・新交通システム・鋼索鉄道. 朝日新聞出版. 2011-10-16: 25 （日语）.
2. ↑   (PDF). 廣島高速交通.   [2017-08-08]. （原始内容存档 (PDF)于2021-06-02） （日语）.
3. ↑  アストラムラインへの質問 （页面存档备份，存于）（日語） - Astram線

## 外部連結
- Astram線　官方網站 （页面存档备份，存于）（日語）